# 朝鮮端宗
朝鮮端宗（：／ Joseon Danjong；1441年8月9日—1457年11月7日），姓李，諱弘暐（：／ Yi Hong'wi），是朝鮮王朝的第6代君主，1452年至1455年在位。廟號端宗，諡號恭懿溫文純定安莊景順敦孝大王（：／ Gong'ui unmun sunjeong anjang gyeongsun donhyo daewang），葬於江原道宁越郡的莊陵。或出祥兴。

## 生平
端宗乃文宗唯一的兒子，出生後不久生母顯德王后便過世，1448年被立為王世孫，1450年被立為王世子，1452年即位。端宗的叔父首陽大君李瑈在1453年發動癸酉靖難，殺了一些重要官員，掌握了朝廷的實權。1455年端宗被迫禪讓予李瑈，被尊為恭懿溫文太上王的端宗被幽禁。後來成三問、彭年等六位大臣于同年密謀使端宗復辟，事敗被杀，是為“死六臣”。1457年，被流放顺兴的锦城大君李瑜与府使李甫钦合谋起兵使端宗復辟，但遭人告密而失败，李瑜、李甫钦等人均被处死，是为丁丑之變。期间，安平大君李瑢也欲协助端宗复位，但亦被李瑈杀害。
1457年，端宗被降封為鲁山君，流放至江原道清泠浦。该地三面为深水，仅剩一面则是险峻的悬崖，只有乘船渡江才能出去。该年夏天这里发生洪水，于是世祖将其迁到更险恶的宁越，并在同年十二月二十四日派去使臣，将鲁山君赐死，鲁山君在宁越的观风梅竹楼内饮藥酒自尽，尸体被使者抛入江中，最后由宁越的一个小户长偷偷收尸安置，这个户长一家都因此被杀害。
后朝鲜使臣至明，明朝礼部问「废王」去向，朝鲜「朝天使臣」李浚庆对答曰：“为寻建文帝，乘彼白云而去”（諷刺明朝永樂帝亦叔姪相殘，「乘雲」則代表端宗已死）。其时明英宗奪門之變复辟不久，事涉隐秘，明礼部旋不敢多问。
因為端宗之后的朝鲜國君主均出自世祖一脉，因此任何對世祖繼位的指責都將成為对朝鲜王朝本身的質疑。正因如此，朝廷一直以鲁山君的名義祭奠端宗，其祭奠過程與燕山君相同。直至肅宗七年，鲁山君被追封為魯山大君，肃宗二十四年被追尊為端宗，谥号为純定安莊景顺敦孝大王，陵号为莊陵。鲁山君夫人宋氏被追封为定顺王后，徽号为端良齐敬，陵号为思陵。端宗与定顺王后的神主移入宗庙永宁殿，并举行了袝庙之礼。与此同时《鲁山君日记》升格为《端宗实录》，并在莊陵附近修建“死六臣祠”，为其举行国家级别的祭祀。该事件被後世稱為「端宗復位」。与同一时期为定宗追上庙号一事相似，这两件事体现了根扎于肃宗头脑之中的理学思想，同时也是对世祖及太宗不遵守礼法行为的批判。

## 妻妾

### 王后
| 稱號         | 生卒年         | 本貫 | 父母                                | 備註 |
| ------------ | -------------- | ---- | ----------------------------------- | --- |
| 定順王后宋氏 | 1440年－1521年 | 礪山 | 礪良府院君宋玹壽 驪興府夫人驪興閔氏 | 端宗二年冊為王妃。端宗被迫讓位後，宋氏先是被封為懿德王大妃，後來端宗被降位為魯山君，宋氏亦隨之降為夫人。中宗十六年六月四日過世。肅宗二十四年復位。 |

### 嬪御
| 稱號                | 生卒年         | 本貫 | 父母            | 備註                                                                     |
| ------------------- | -------------- | ---- | --------------- | ------------------------------------------------------------------------ |
| 淑儀金氏            | 1442年－1525年 | 尚州 | 金師禹 廣州李氏 | 端宗二年，受冊封為淑儀。以廣州李氏出身的親戚李若氷（1489－1547）為養子。 |
| 淑儀權氏 （權仲非） | ？－1519年     | 安東 | 權完 南原尹氏   | 端宗二年，受冊封為淑儀。                                                 |

## 附註
1. ↑  具树勋，《二旬录‧上》
2. ↑  《中宗實錄》91卷，中宗34年（1539 / 戊戌年 / 明嘉靖18年）7月7日
  - 且若氷爲魯山後宮 【故兵曹判書金師禹女, 淑儀 金氏。】 養子, 尤不可有此論也。
3. ↑  《世祖實錄》33卷，世祖10年（1464 / 甲申年 / 明天順8年）4月18日（庚子）
  - 放權完女仲非。蓋魯山君後宮也，曾給功臣爲婢，至是放之。

| 朝鲜端宗                           |                               |                                    |
| 前任： 朝鮮文宗                    | 朝鲜王朝國王 1452年－1455年   | 繼任： 朝鲜世祖                    |
| 空缺上一位持有相同頭銜者：朝鲜太宗 | 朝鲜王朝太上王 1455年－1457年 | 空缺下一位持有相同頭銜者：朝鮮世祖 |